# Mario Meucci
Mario Meucci (Brozzi, 16 settembre 1911 – Firenze, 4 aprile 1996) è stato un calciatore italiano, di ruolo attaccante.

## Carriera

### Fiorentina

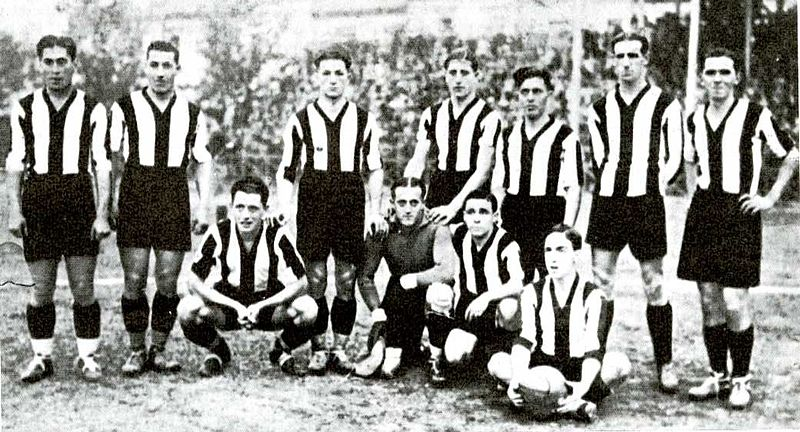
La Fiorentina nel 1928-29, da sinistra;Tommasi, Staccione, Paniati, Meucci, Salvatorini, Borgato e Pilati Accosciati; De Santis, Sernagiotto, Bassi e Giacomelli.

Cresciuto nel Rapid Peretola, con la Fiorentina gioca 23 gare in massima serie nella stagione 1928-1929 e 6 gare nei campionati di Serie B 1929-1930 e 1930-1931.

### Modena
In seguito gioca anche nel Modena in Serie B e nel Prato. Complice la chiamata alle armi dovrà rinunciare alla carriera professionistica.

## Palmarès

### Club

#### Competizioni nazionali
- Serie B: 1

Fiorentina: 1930-1931